# Archidiecezja Cochabamby
Archidiecezja Cochabamby (łac. Archidioecesis Cochabambensis) – katolicka archidiecezja w Boliwii. Została erygowana 25 czerwca 1847, zaś 30 lipca 1975 została podniesiona do rangi archidiecezji metropolitarnej. 

## Ordynariusze
- Biskupi Cochabamaby
  - Giacinto Anaya (1897 - 1917)
  - Luigi Francesco Pierini OFM (1918 - 1923)
  - Julio Garret (1924 - 1929)
  - Tomás Aspe OFM (1931 - 1942)
  - Bertoldo Bühl OFM (1943 - 1951)
  - Juan Tarsicio Senner OFM (1951 - 1965)
  - José Armando Gutiérrez Granier (1965 - 1975)
- Arcybiskupi Cochabamaby
  - José Armando Gutiérrez Granier (1975 - 1980)
  - Gennaro Maria Prata Vuolo SDB (1981 - 1987)
  - René Fernández Apaza (1988 - 1999)
  - Tito Solari SDB (1999 - 2014)
  - Oscar Omar Aparicio Céspedes (od 2014)